# 艾德瓦尔多·苏托·德·莫拉
艾德瓦尔多·苏托·德·莫拉（葡萄牙語：Eduardo Souto de Moura，1952年7月25日—），葡萄牙籍建築師，2011年度普利茲克建築獎得主。其獲獎作品為布拉加市政球場。

## 生平
曾在阿爾瓦羅·西塞·維埃拉的事務所工作五年，直至1980年方成立自己的事務所，迄今已完成六十餘件作品，他的作品大多數在他的家鄉葡萄牙，另外在西班牙、義大利、德國、英國和瑞士也可以看到艾德瓦尔多·苏托·德·莫拉的作品。他的作品從單棟的家庭住宅、電影院、購物中心、旅館、公寓、辦公室、藝廊，到博物館、學校、運動中心和地鐵站都有。